# 佐藤豊 (棋士)
佐藤 豊（さとう ゆたか、1914年7月5日 - 2001年5月16日） は、将棋棋士。宮松関三郎八段門下。棋士番号は48。東京府東京市（現：東京都台東区）生まれ。

## 経歴
順位戦に7期参加（予選敗退やC級2組陥落を含む）の後、引退。晩年は、道場を開いて指導を行う。
1994年、盤寿（数えの81歳）を迎える。

## 昇段履歴
- 1947年　初段
- 1948年　四段 = プロ入り
- 1956年　引退
- 1969年11月3日　五段（表彰感謝の日）
- 1989年11月17日　六段（将棋の日）